# Бредис, Ламис
Ламис Бредис (2 января 1912, Рига, Российская империя — 14 января 1957, Москва, СССР) — советский мультипликационный режиссёр, сценарист и художник.

## Биография
Родился 2 января 1912 года в Риге.
Проходил обучение в Ленинградском военно-морском училище.
В 1933—1934 годах прошёл обучение на курсах карикатуристов, организованных при журнале «Крокодил». По другим сведения, учился на этих курсах в 1933—1935 годах у Алексея Радакова.
В 1934 году пришёл в мультипликацию, начав работать в экспериментальной мультипликационной мастерской Виктора Смирнова.
Потом какое-то время работал на студии «Мосфильм».
В 1936 году (по другим данным, в 1935 году) пришёл работать на студию «Союзмультфильм», где сотрудничал с Леонидом Амальриком, Пантелеймоном Сазоновым, Иваном Ивановым-Вано, Владимиром Сутеевым, Дмитрием Бабиченко, сёстрами Зинаидой и Валентиной Брумберг и другими. Выступал в качестве сорежиссёра некоторых фильмов упомянутых сестёр Брумберг, Сутеева, Сазонова.
В 1941—1949 годах был режиссёром художественной мультипликации студии «Союзмультфильм».
Член КПСС с 1945 года.
Одним из пунктов приказа министра кинематографии СССР Ивана Большакова № 94/м от 28 марта 1949 года был отстранён от режиссёрской работы, оставлен на студии только в качестве художника-мультипликатора, ему был объявлен строгий выговор. Поводом для вынесения приказа послужили выявленные идейно-художественные ошибки мультипликационного фильма «Скорая помощь».
В 1950 году покинул студию «Союзмультфильм».
В 1954 году перешёл работать на студию «Моснаучфильм». По другим данным, сотрудничал с этой студией, начиная с 1941 года.
Занимался преподаванием на курсах художников-мультипликаторов при «Союзмультфильме» (в 1944—1950 годах). Входил в число соавторов соответствующей учебной программы. Был включён в состав курсовой кафедры.
В 1955 году изготовил мультипликационные вставки «Пожар» и «Прилёт гостей» для спектакля «Клоп» по одноимённой пьесе Владимира Маяковского в Московском театре сатиры.
Умер 14 января 1957 года. По другим сведениям, умер 31 декабря 1956 года в Москве.

## Фильмография
| Год  | Название мультфильма                     | Роль                                         |
| ---- | ---------------------------------------- | -------------------------------------------- |
| 1936 | «В Африке жарко»                         | Художник-мультипликатор                      |
| 1936 | «Колобок»                                | Художник-мультипликатор                      |
| 1936 | «Лиса-строитель»                         | Художник-мультипликатор                      |
| 1937 | «Дед Мороз и серый волк»                 | Художник-мультипликатор                      |
| 1937 | «Заяц-портной»                           | Художник-мультипликатор                      |
| 1937 | «Красная Шапочка»                        | Художник-постановщик                         |
| 1937 | «Любимец публики»                        | Художник-мультипликатор                      |
| 1937 | «Сладкий пирог»                          | Художник-мультипликатор                      |
| 1937 | «Шумное плавание»                        | Художник-мультипликатор                      |
| 1938 | «Дядя Стёпа»                             | Режиссёр                                     |
| 1938 | «Ивась»                                  | Художник-мультипликатор                      |
| 1938 | «Лгунишка»                               | Художник-мультипликатор                      |
| 1938 | «Охотник Фёдор»                          | Художник-мультипликатор                      |
| 1938 | «Сказка про Емелю»                       | Художник-мультипликатор                      |
| 1938 | «Трудолюбивый петушок и беспечные мышки» | Художник-мультипликатор                      |
| 1941 | «Бармалей»                               | Художник-мультипликатор                      |
| 1941 | «Слон и Моська»                          | Режиссёр, сценарист                          |
| 1941 | «Стервятники»                            | Художник                                     |
| 1942 | «Ёлка (Новогодняя сказка)»               | Художник-мультипликатор                      |
| 1942 | «Сластёна»                               | Режиссёр, сценарист                          |
| 1943 | «Одна из многих»                         | Режиссёр                                     |
| 1943 | «Сказка о царе Салтане»                  | Художник-мультипликатор                      |
| 1943 | «Фон Граббе»                             | Режиссёр                                     |
| 1944 | «Орёл и крот»                            | Режиссёр, сценарист, художник-мультипликатор |
| 1944 | «Синдбад-мореход»                        | Режиссёр, художник-мультипликатор            |
| 1945 | «Зимняя сказка»                          | Художник-мультипликатор                      |
| 1945 | «Пропавшая грамота»                      | Режиссёр, художник-мультипликатор            |
| 1946 | «Весенние Мелодии»                       | Художник-мультипликатор                      |
| 1946 | «Павлиний хвост»                         | Художник-мультипликатор                      |
| 1946 | «Песенка радости»                        | Художник-мультипликатор                      |
| 1947 | «Тебе, Москва!»                          | Художник-мультипликатор                      |
| 1948 | «Первый урок»                            | Режиссёр                                     |
| 1948 | «Серая Шейка»                            | Художник-мультипликатор                      |
| 1948 | «Сказка о солдате»                       | Художник-мультипликатор                      |
| 1948 | «Федя Зайцев»                            | Художник-мультипликатор                      |
| 1949 | «Весенняя сказка»                        | Художник-мультипликатор                      |
| 1949 | «Гуси-лебеди»                            | Художник-мультипликатор                      |
| 1949 | «Скорая помощь»                          | Режиссёр                                     |
| 1949 | «Чудесный колокольчик»                   | Художник-мультипликатор                      |
| 1950 | «Девочка в цирке»                        | Художник-мультипликатор                      |
| 1950 | «Дудочка и кувшинчик»                    | Художник-мультипликатор                      |
| 1950 | «Жёлтый аист»                            | Художник-мультипликатор                      |
| 1950 | «Сказка о рыбаке и рыбке»                | Художник-мультипликатор                      |
| 1950 | «Чудо-мельница»                          | Художник-мультипликатор                      |

| Год  | Название фильма            | Роль     |
| ---- | -------------------------- | -------- |
| 1947 | «Повесть о жизни растений» | Художник |

## Награды
- 1944 — Орден «Знак Почёта» — «за успешную работу в области советской кинематографии в дни Отечественной войны и выпуск высокохудожественных кинокартин»[5][6]
- 1947 — диплом Международного кинофестиваля в Венеции мультипликационному фильму «Песенка радости»[3]
- 1948 — Орден Трудового Красного Знамени — «за достигнутые успехи в деле развития и усовершенствования цветной кинематографии»[7]
- 1948 — диплом Международного кинофестиваля в Венеции документальному фильму «Повесть о жизни растений»[3]
- 1949 — диплом 4-го Международного кинофестиваля в Марианских Лазнях (Чехословакия) мультипликационному фильму «Серая Шейка»[3]

## Рецензии, отзывы, критика
Согласно приказу министра кинематографии СССР И. Г. Большакова № 94/м от 28 марта 1949 года, фильм «Скорая помощь», режиссёром которого являлся Ламис Бредис, был порочным по своему идейно-художественному содержанию, «авторы фильма пошли по пути грубого искажения и вульгаризации важной политической темы фильма, реакционной империалистической политики». По мнению Г. Н. Бородина, этот фильм и этот приказ оставили трагический след в судьбе Бредиса, которого больше уже никогда не допустили к режиссёрской работе.
По воспоминаниям Кирилла Малянтовича, опубликованным в журнале «Киноведческие записки» в 2001 году, Ламис Бредис был одним из лучших художников-мультипликаторов студии «Союзмультфильм». По национальности — латыш. По характеру — хитрец и демагог.
По воспоминаниям Евгения Мигунова, опубликованным в журнале «Киноведческие записки» в 2001 году, Ламис Бредис хорошо знал технику мультипликационного рисунка, но плохо рисовал. Добросовестно анализировал, но не был способен к творческим порывам. По национальности — латыш, в детстве был беспризорником. По характеру был хитрым, двуличным карьеристом, какое-то время состоял членом партбюро. Несмотря на умение влезать в доверие руководству, с «Союзмультфильма» был уволен за интриги, сплетни и коварство, к которым был склонен. В пьяном виде был не прочь подраться. На новом месте работы, напившись, ударил ногой одну из работниц студии (беременную). Взбешённые таким поведением коллеги тут же жестоко его избили, отчего он через месяц и умер.
Роман Качанов в своих воспоминаниях, опубликованных в сборнике «Наши мультфильмы: Лица, кадры, эскизы, герои, воспоминания, интервью, статьи, эссе» в 2006 году, отзывается о Ламисе Бредисе как о техничном и мужественном режиссёре.
По воспоминаниям Кирилла Малянтовича, опубликованным в журнале «Киноведческие записки» в 2007 году, Ламис Бредис как мультипликатор был слабее, чем Борис Дёжкин и Геннадий Филиппов, поскольку изображённые им сцены были менее выразительны. В то же время эти самые сцены были более точно рассчитаны по времени и экономны за счёт изобретённого им метода записи экспозиционных листов и решения сцен цикличным методом (повторением движений). По мнению Малянтовича, Бредис был лучшим преподавателем мультипликата, поскольку всё им преподносилось как решённая математическая задача. Всегда пытался занять руководящую должность. Беспризорное детство наложило отпечаток на характер Бредиса, он был резок. В пьяном виде становился злобен и свиреп, затевал драки, в которых терял человеческий облик. За одну из таких драк он и был уволен с «Союзмультфильма». На студии научно-популярных фильмов, куда он позже устроился, он также затеял однажды пьяную драку, в результате которой его жестоко избили всем цехом, после чего он попал в больницу, где получил инвалидность и пропал из поля зрения Малянтовича. Согласно примечаниям Г. Н. Бородина к упомянутым воспоминаниям, в детстве Бредис остался единственным выжившим в деревне после голода и эпидемии сыпного тифа, после чего долгое время жил в детском доме. В быту бывал неадекватен и агрессивен. Как преподаватель, отлично объяснял принципы внутрикадрового движения неживых объектов. В работе добивался замечательных результатов в совмещении движений персонажей путём тщательных замеров и расчётов.